# صن ينغشا
صن ينغشا وهي لاعبة تنس الطاولة محترفة لصينية وهي من مواليد (2000 نوفمبر 4) وهي فازت أيضا ببطولة ألمانيا المفتوحة 2019. كما فازت بالميدالية الذهبية في الزوجي المختلط في نفس البطولة مع مواطنتها.